# Olivier Theyskens
Olivier Theyskens (Bruxelles, 4 gennaio 1977) è uno stilista belga.
È stato il direttore artistico della casa di moda francese Nina Ricci e attualmente è il direttore creativo di Theyskens' Theory.
Frequentò l'École Nationale Superieure des Arts Visuels de la Cambre dove studiò moda e design, ma si ritirò nel 1997 per avviare un proprio marchio. Senza un sufficiente supporto finanziario fu costretto a chiudere la sua etichetta. Mentre creava costumi di scena per il Théâtre de la Monnaie, Theyskens fu notato dal pubblico quando uno dei suoi vestiti fu indossato da Madonna all'Academy Awards del 1998.
Invitato a diventarte direttore artistico per Rochas nel 2002, Theyskens presentò la sua prima collezione nel marzo del 2003. Prima del suo arrivo Rochas, fondato nel 1925, interruppe la sua linea di moda. Dopo la sua entrata nel 2002, Theyskens riporta alla luce la linea donna della venerabile casa di moda con un design che attirò sia una notevole quantità di sostenitori che l'attenzione dei media. Nel luglio del 2006, tuttavia, Procter & Gamble, proprietari della Maison Rochas, annunciarono la chiusura della linea moda Rochas. Fu sostituito da Marco Zanini da Rochas.
L'annuncio di chiusura sbalordì molte persone dell'industria della moda, e Theyskens divenne disoccupato.
Nel 2006 il Council of Fashion Designers of America annunciò che avrebbe premiato Theyskens con il prestigioso premio internazionale.
Nel novembre del 2006 Theskens è diventato direttore artistico per Nina Ricci, con il suo debutto nel marzo del 2007 e terminò la collaborazione con l'inverno 2009, dalla primavera 2010 fu sostituito da Peter Copping da Nina Ricci.
Curiosità:
Ha dichiarato di vivere in un appartamento che è in realtà un ex-bordello.
| Controllo di autorità | VIAF (EN) 120353301 · ISNI (EN) 0000 0000 7785 0872 · Europeana agent/base/84750 · LCCN (EN) nr2002020019 · GND (DE) 141109025 · J9U (EN, HE) 987012384958205171 |